# Anastasios Soulis
Anastasios Soulis, född 8 januari 1987 i Finska församlingen, Stockholms län, är en svensk skådespelare. 

## Biografi
Soulis fick sitt genombrott med filmen Den bästa sommaren (2000) och blev vid Guldbaggegalan 2007 nominerad i kategorin Bästa manliga huvudroll för rollen som Jonas i filmen Underbara älskade. Filmen vann också Biopublikens pris på samma gala. Under Stockholms filmfestival 2009 blev Soulis årets Rising Star. Välkänd som Felix Rydell i "Johan Falk"-filmerna.
Han hade även en liten statistroll i TV-serien Livet enligt Rosa. 2013-2015 var han en av skådespelarna i humorprogrammet Partaj.
Hans föräldrar Georgios Soulis och Katariina Nerg kommer från Grekland respektive Finland. Han är uppvuxen i Starrängsringen på nedre Gärdet i Stockholm.

## Filmografi
- 2000 – Den bästa sommaren
- 2001 – Hem ljuva hem
- 2001 – Gryningsland
- 2002 – Alla älskar Alice
- 2002 – Det brinner! (TV-serie)
- 2003 – Emma och Daniel: Mötet
- 2004 – Tre solar
- 2006 – Underbara älskade
- 2007 – Beck – Det tysta skriket (TV-serie)
- 2008 – Les grandes personnes
- 2009 – Prinsessa
- 2009 – De halvt dolda (TV-serie)
- 2009 – Johan Falk – Gruppen för särskilda insatser
- 2009 – Johan Falk – Vapenbröder
- 2009 – Johan Falk – National Target
- 2009 – Bröllopsfotografen
- 2010 – Maria Wern - Alla de stillsamma döda (TV-serie)
- 2012 – Johan Falk: Spelets regler
- 2012 – Johan Falk: De 107 patrioterna
- 2012 – Johan Falk: Alla råns moder
- 2012 – Johan Falk: Organizatsija Karayan
- 2012 – Johan Falk: Barninfiltratören
- 2012 – Rendez-vous à Kiruna
- 2013 – Studentfesten
- 2013 – Partaj (TV-serie)
- 2013 – Elsas värld (TV-serie) (säsong 2)
- 2013 – Tragedi på en lantkyrkogård
- 2014 – Viva Hate (TV-serie)
- 2014 – Natt på museet: Gravkammarens hemlighet (röst som Sir Lancelot)
- 2015 – En underbar jävla jul
- 2016 - Jävla klåpare (TV-serie)
- 2016 - Gåsmamman (TV-serie)
- 2017 - Gåsmamman (TV-serie)
- 2019 - Gåsmamman (TV-serie)
- 2020 – Maskineriet (TV-serie)
- 2020 – Sjölyckan (TV-serie)
- 2021 – Raya och den sista draken (röst som Chai)
- 2021 – Red Dot
- 2024 – Sommartider

## Teater

### Roller
| År   | Roll         | Produktion                                | Regi            | Teater       |
| ---- | ------------ | ----------------------------------------- | --------------- | ------------ |
| 2022 | Frank Farmer | The Bodyguard Alexander Dinelaris Jr.(en) | Thomas Agerholm | Chinateatern |